# Florida zandskink
De Florida zandskink (Plestiodon reynoldsi) is een hagedis uit de familie skinken (Scincidae).

## Naamgeving
De soort werd voor het eerst wetenschappelijk beschreven door Leonhard Hess Stejneger in 1910. Oorspronkelijk werd de naam Neoseps reynoldsi gebruikt en onder deze naam is de soort in veel literatuur bekend. Het was lange tijd de enige soort uit het monotypische geslacht Neoseps, en wordt tegenwoordig tot het geslacht Plestiodon gerekend. De wetenschappelijke soortnaam reynoldsi is een eerbetoon aan Robert Paul Reynolds omdat deze het holotype had gevangen.

## Uiterlijke kenmerken
De kleur is geelbruin tot beige met vaak rijen kleine donkere vlekjes op de rug. De kop heeft een donkere kleur. De Florida zandskink bereikt een totale lichaamslengte van ongeveer 10 tot 13 centimeter. Ongeveer de helft van het lichaam bestaat uit de staart, het lichaam wordt maximaal 6,5 cm lang.
De skink is te herkennen aan het slangachtige uiterlijk, spitse, beitelvormige kop en met name de extreem kleine pootjes; de voorpoten hebben elk één vinger, de achterpoten elk twee tenen. De voorpoten zijn het kleinst en kunnen worden geborgen in een groef aan de onderzijde van het lichaam.
Andere aanpassingen op de gravende levenswijze zijn de oogleden die een doorzichtig venster hebben zodat de hagedis met gesloten ogen toch kan zien, en het ontbreken van een uitwendige gehooropening.

## Levenswijze
De Florida zandskink leeft van insecten en dan voornamelijk van termieten, keverlarven en andere insectenlarven, omdat dat een van de weinige dieren zijn die het in de woestijnachtige streken uithouden. Andere mogelijke prooien worden echter niet genegeerd en ook buitgemaakt. Prooidieren worden opgespoord doordat de hagedis de trillingen die ze veroorzaken in de bodem waar kan nemen.
De vrouwtjes zetten eieren af in de bodem. Als de jonge uit het ei kruipen zijn ze ongeveer zes centimeter lang, ongeveer de helft van de lichaamslengte van de volwassen dieren.

## Verspreiding en habitat

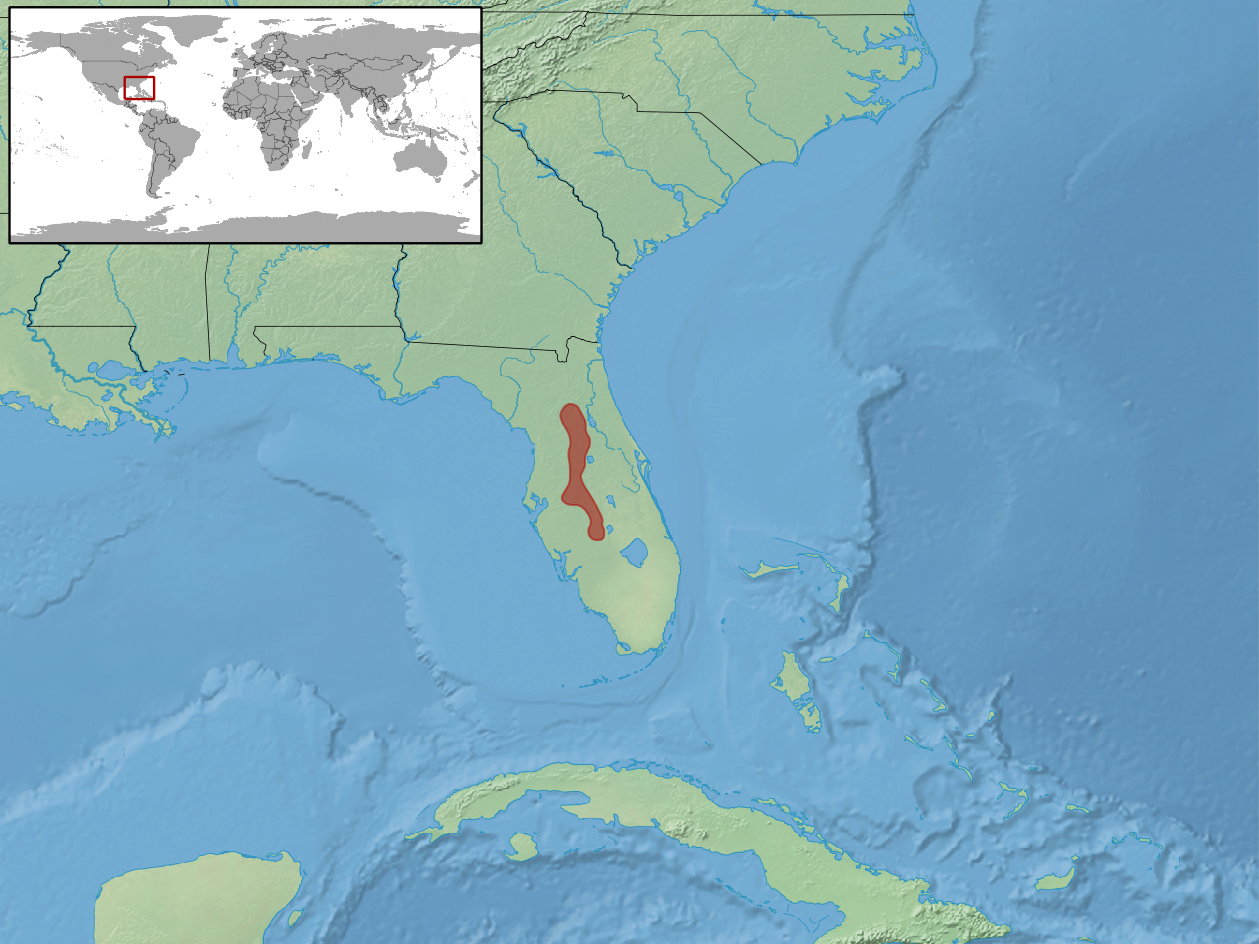
Leefgebied

De skink komt voor in de Verenigde Staten, en alleen in een smalle strook in het centrale deel van de staat Florida. Deze soort leeft in drogere en warme streken met een losse zandbodem waar hij in kan graven. Soms ligt de skink net onder het oppervlak te loeren op prooidieren, maar meestal worden holen gegraven en eet het dier wat hij al gravend tegenkomt. Bij gevaar verdwijnt de skink snel in het zand.
Door de internationale natuurbeschermingsorganisatie IUCN wordt de skink als 'kwetsbaar' beschouwd (Vulnerable of VU).